# Alex Tagliani
Alexandre Tagliani (1972. október 18. –) kanadai autóversenyző, jelenleg a NASCAR Truck Series-ben versenyzik.

## Champ Car-ban
Az akkor még CART néven futó bajnokságba 2000-ben került Greg Moore helyére - aki eredetileg a Penske-hez írt alá 2000-re de sajnálatos módon az 1999-es Fontana-i versenyen halálos balesetet szenvedett - és egészen az újraegyesülésig vagyis 2007-ig itt versenyzett.
Már harmadik versenyén megszerezhette volna az első győzelmét Taglani, de kilenc körrel a vége előtt megpördült, pedig előtte a pole pozícióból indult és ő töltötte a legtöbb időt az élen.
2001-ben a Lausitzring-i versenyen összeütközött Alex Zanardi-val aminek következtében Zanardi mindkét lábát elvesztette és Tagliani is súlyosan megsérült.
2002 végéig versenyzett Forsythe-nál ezt követően Paul Tracy került Tagliani helyére, Tagliani viszont az újonc Rocketsports-hoz szerződött és 2004-ig maradt és ekkor szerezte meg első győzelmét a Road America-i versenyen.
2005-ben a Team Australia-hoz szerződött mely valójában a Walker Racing volt, csak bevásárolta magát a csapatba az ausztrál üzletember Craig Gore. A szezont hetedik helyen zárta úgy, hogy Tagliani-nak nem volt versenymérnöke de mivel mérnöki végzettsége van Tagliani-nak tudott boldogulni a feladattal.
2007-ben visszatért a Rocketsports-hoz, mely csapat a RuSport-al egyesült, a szezont tizedik helyen zárta, a legjobb eredménye az évnyitón elért negyedik hely. Champ Car pályafutása alatt négy pole pozíciót szerzett.

## Champ Car után: a Stock Car-ban és az újraegyesült IndyCar Series-ben
Miután a Rocketsports úgy döntött nem vesz részt az újraegyesült IndyCar Series-ben és nem talált máshol sem helyett Stock Car-okkal kezdett versenyezni méghozzá a kanadai NASCAR bajnokságban. Az év végén lehetőséget kapott az IndyCar Series-ben a Conquest Racing-nél a sérült Enrique Bernoldi helyetteseként. Detroitban kiesett, Chicagóban tizenkettedik lett és a bajnokságba nem számító ausztrál versenyen negyedik lett.
A Conquest Racing 2009-re is Tagliani-t szerződtette.
Eredetileg teljes szezonra de később csak a nem oválversenyeken indultak, kivéve az indianapolisi 500-at és Texas-t. Az Edmonton-i versenyt követően elment a Conquest Racing-től.
2009. augusztus 28-án jelentették be, hogy egy új csapatban melyben Tagliani is társtulajdonos, 2010-ben részt vesznek az IndyCar Series-ben és Tagliani lesz a versenyző, a csapatneve pedig FAZZT Race Team lett.
A sikeres 2010-es szezont követően alig várták a 2011-es szezont de március 1-jén Sam Schmidt megvásárolta a csapatot mindenestül úgy, hogy Tagliani maradhatott a csapatnál 2011-re is. Tagliani mellett időszakosan más is versenyzett a csapatokban, olyanok mint Townsend Bell, Wade Cunningham és Jay Howard. A 2011-es indianapolisi 500-on Tagliani indulhatott a pole pozícióból aminek azért is volt jelentősége mert 100 évvel ezelőtt 1911-ben rendezték meg az első indianapolisi 500-at.
2011-ben részt vett a NASCAR Nationwide montreal-i versenyén ahol tizenegy kört vezetett és második lett a futamon ezzel legjobb eredményét szerezte Stock Car autóval.

## Galéria

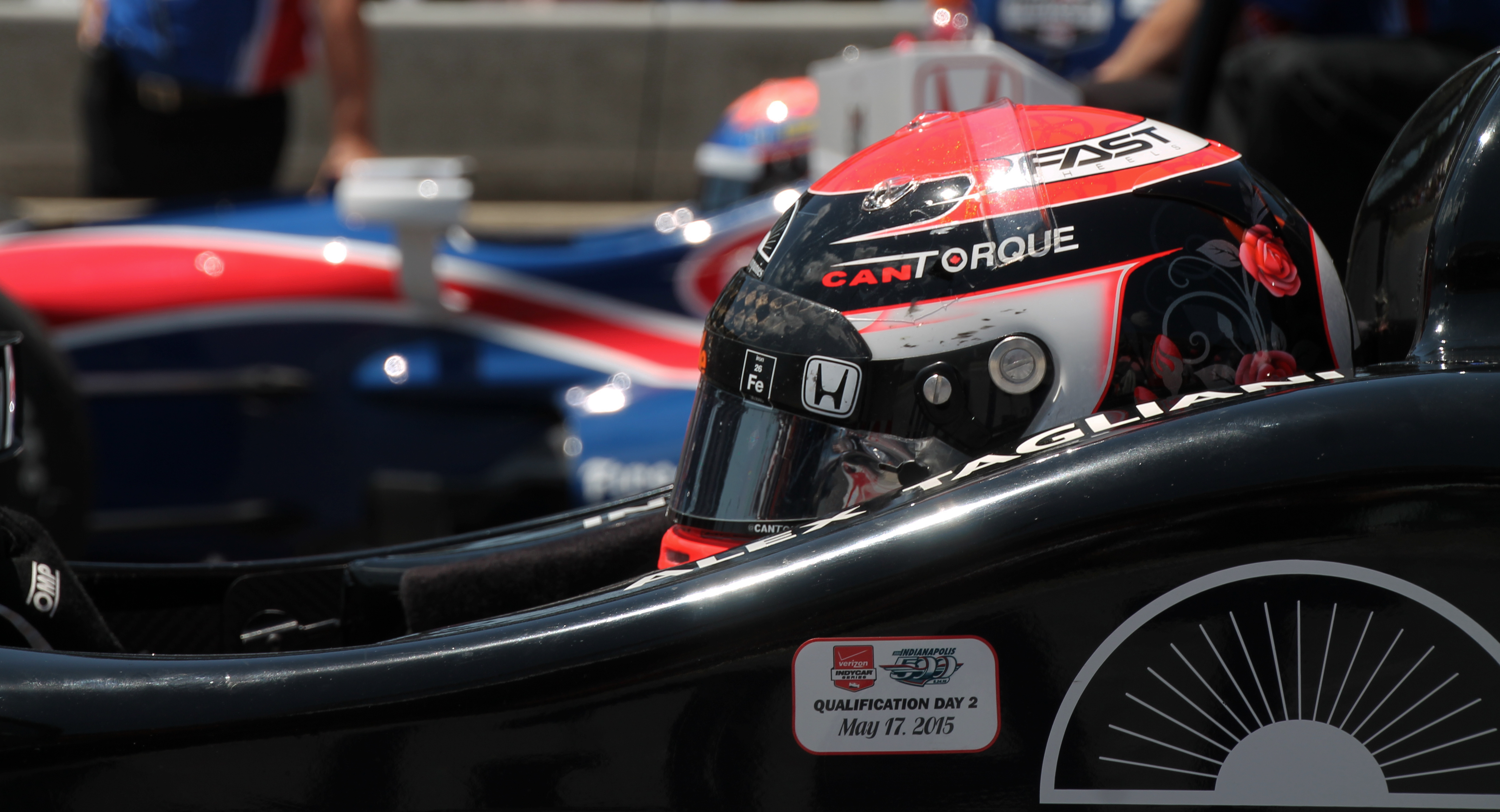
Indianapolis, 2015
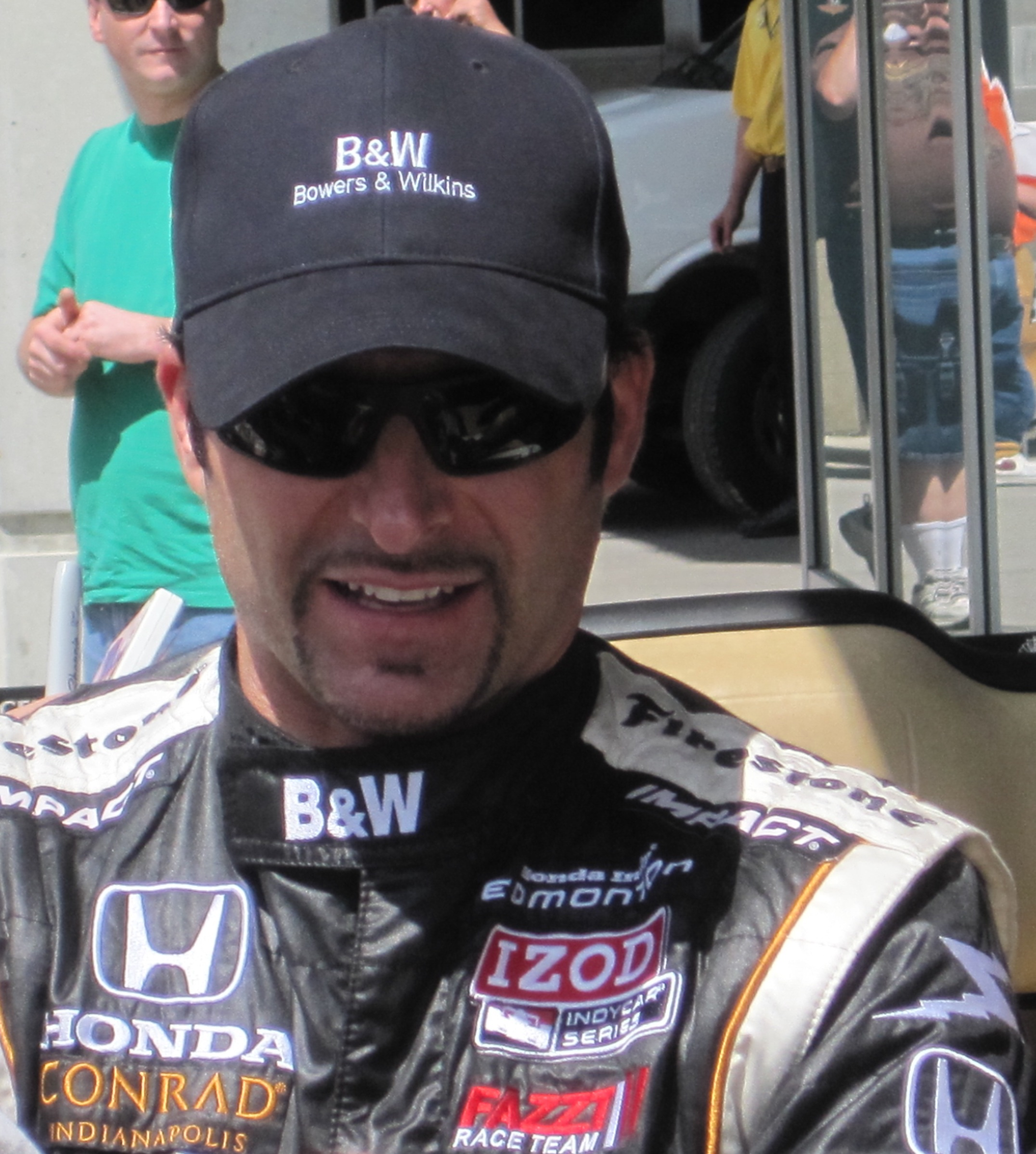
Tagliani az Indianapolis Motor Speedway-en 2010 májusában.
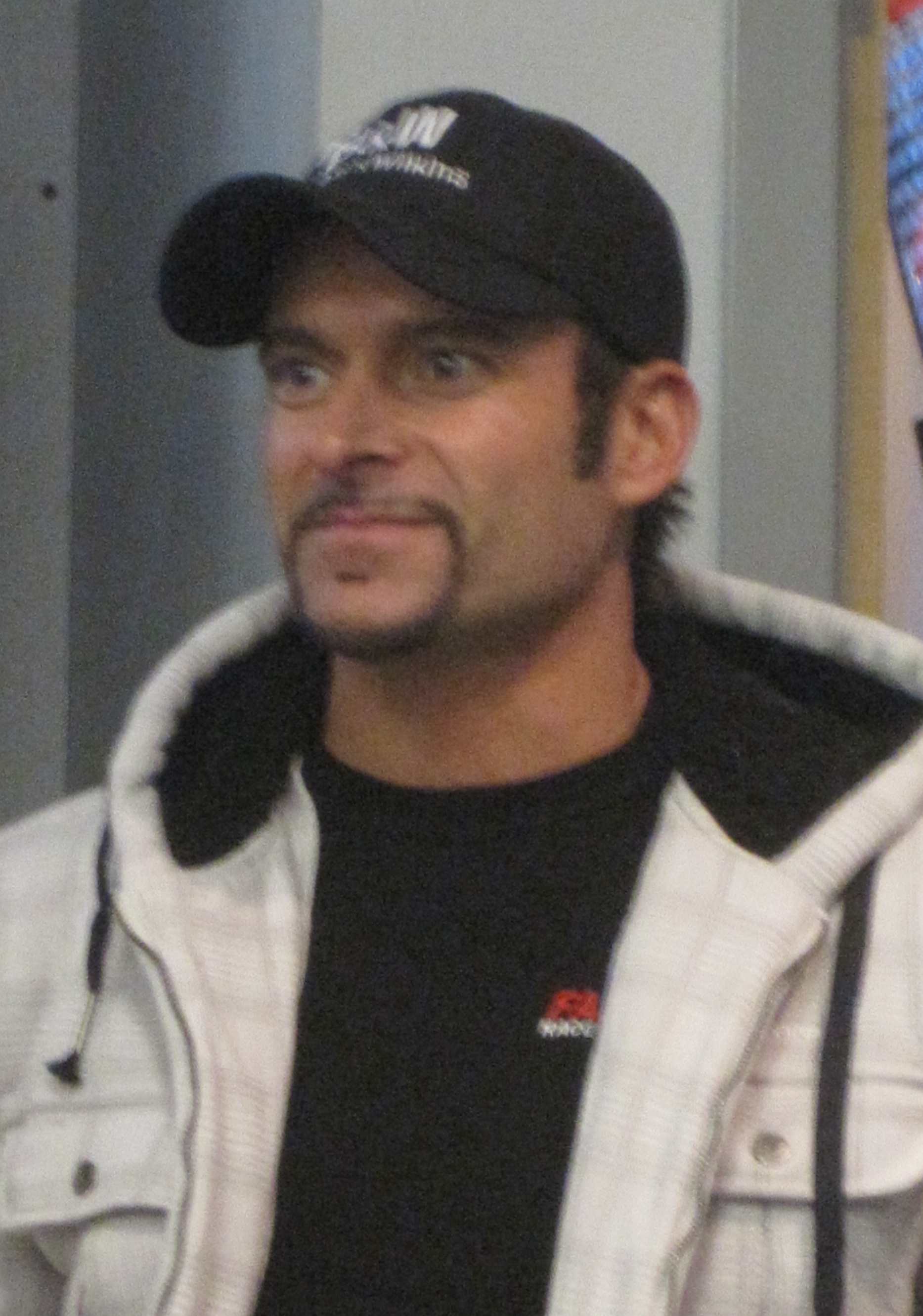
Tagliani 2010 decemberében.
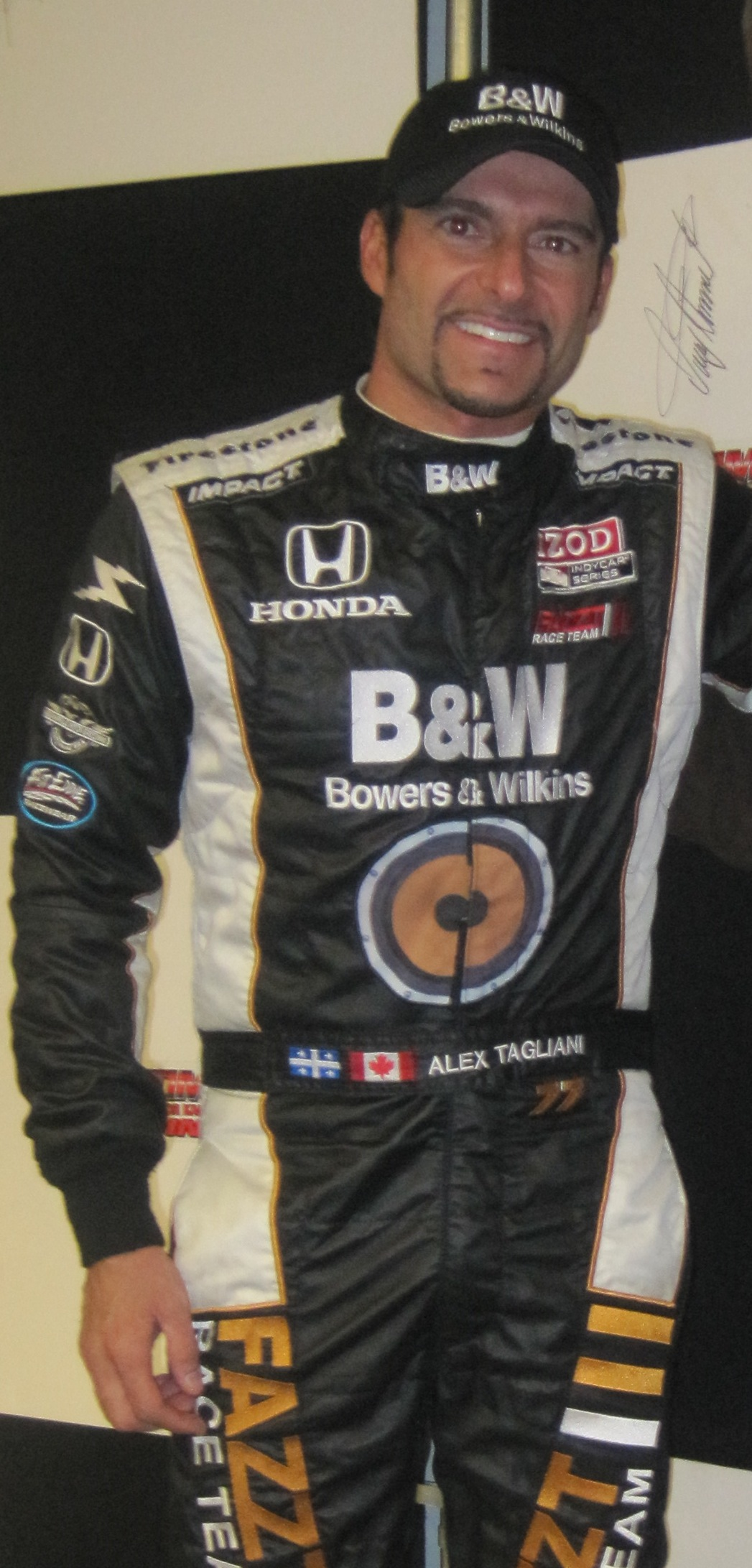
Tagliani 2010 decemberében.
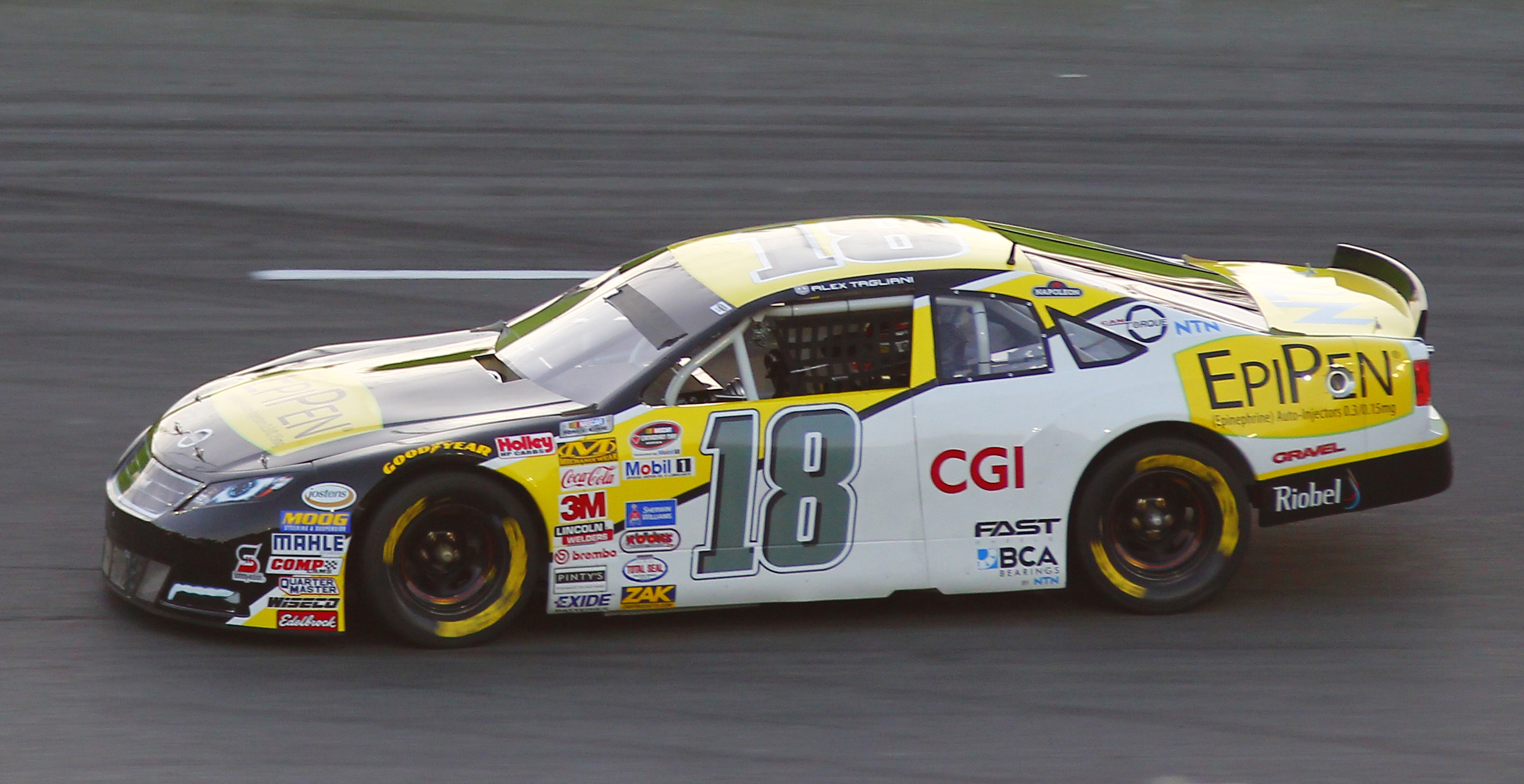
NASCAR Canadian Tire Series - Autodrome Chaudière.

## Autóversenyzői pályafutásának eredményei

### Korai évek
| Szezon | Bajnokság                   | Csapat                        | #     | Versenyek | Pole pozíciók | Győzelmek | Pont | Helyezés |
| 1996   | Atlantic Championship       |                               |       | 12        | 0             | 0         | 70   | 7.       |
| 1997   | Atlantic Championship       | Forsythe Championship Racing  |       | 11        | 2             | 2         | 123  | 3.       |
| 1998   | Atlantic Championship       | Forsythe Championship Racing  |       | 13        | 3             | 2         | 130  | 5.       |
| 1999   | Atlantic Championship       | Forsythe Championship Racing  |       | 12        | 3             | 2         | 118  | 4.       |
| 2000   | CART Series                 | Forsythe Championship Racing  | 33    | 20        | 1             | 0         | 53   | 16.      |
| 2001   | CART Series                 | Forsythe Championship Racing  | 33    | 20        | 2             | 0         | 80   | 11.      |
| 2002   | CART Series                 | Forsythe Championship Racing  | 33    | 19        | 0             | 0         | 111  | 8.       |
| 2003   | CART Series                 | Rocketsports Racing           | 33    | 18        | 2             | 0         | 97   | 10.      |
| 2004   | Champ Car                   | Rocketsports Racing           | 8     | 14        | 0             | 1         | 218  | 7.       |
| 2005   | Champ Car                   | Team Australia                | 15    | 13        | 0             | 0         | 207  | 7.       |
| 2005   | V8 Supercars                | WPS Racing                    | 8     | 2         | 0             | 0         | 144  | 53.      |
| 2006   | Champ Car                   | Team Australia                | 15    | 14        | 0             | 0         | 205  | 8.       |
| 2006   | Grand-Am Cup                |                               |       | 3         | 0             | 0         | 45   | 59.      |
| 2007   | Champ Car                   | RSPORTS                       | 8     | 12        | 0             | 0         | 70   | 7.       |
| 2007   | NASCAR Canadian Tire Series | Jacombs Racing                |       | 2         | 0             | 0         | 182  | 35.      |
| 2008   | NASCAR Canadian Tire Series | Jacombs Racing                |       | 9         | 0             | 1         | 1091 | 19.      |
| 2008   | IndyCar Series              | Walker Racing/Conquest Racing | 36/15 | 4         | 0             | 0         | 56   | 32.      |
| 2009   | IndyCar Series              | Conquest Racing               | 34    | 6         | 0             | 0         | 114  | 22.      |
| 2009   | NASCAR Nationwide Series    | MacDonald Motorsports         | 81    | 2         | 0             | 0         | 134  | 115.     |
| 2009   | NASCAR Canadian Tire Series | Jacombs Racing                |       | 2         | 2             | 0         | 184  | 40.      |
| 2010   | IndyCar Series              | FAZZT Race Team               | 77    | 17        | 0             | 0         | 302  | 13.      |
| 2010   | V8 Supercars                | Kelly Racing                  | 11    | 2         | 0             | 0         | --   | --       |
| 2011   | IndyCar Series              | Sam Schmidt Motorsports       | 77    | 16        | 2             | 0         | 296  | 15.      |
| 2011   | NASCAR Nationwide Series    | Team Penske                   | 12    | 1         | 0             | 0         | 43*  | 61.*     |
| 2011   | NASCAR Canadian Tire Series | Jacombs Racing                |       | 2         | 1             | 0         | 307  | 37.      |

* 2011-es szezon folyamatban.

### Amerikai nyíltkerekes versenyzés

#### CART/Champ Car
| Év   | Csapat         | 1       | 2       | 3        | 4       | 5       | 6       | 7       | 8       | 9       | 10      | 11      | 12     | 13     | 14       | 15       | 16      | 17     | 18      | 19      | 20    | 21    | Helyezés | Pont |
| ---- | -------------- | ------- | ------- | -------- | ------- | ------- | ------- | ------- | ------- | ------- | ------- | ------- | ------ | ------ | -------- | -------- | ------- | ------ | ------- | ------- | ----- | ----- | -------- | ---- |
| 2000 | Player's       | MIA 9   | LBH 4   | RIO Ret* | MOT 15  | NAZ Ret | MIL Ret | DET 6   | POR Ret | CLE Ret | TOR 5   | MIC Ret | CHI 9  | MDO 9  | ROA Ret* | VAN Ret  | LS Ret  | GAT 14 | HOU Ret | SRF Ret | FON 6 |       | 16.      | 53   |
| 2001 | Player's       | MTY Ret | LBH 18  | FTW Canc | NAZ Ret | MOT Ret | MIL 12  | DET Ret | POR 12  | CLE 9   | TOR 2   | MIC 6   | CHI 6  | MDO 7  | ROA 8    | VAN Ret* | LAU Ret | ROC 14 | HOU Ret | LS 15   | SRF 3 | FON 3 | 11.      | 80   |
| 2002 | Player's       | MTY 5   | LBH 16  | MOT 2    | MIL 19  | LS 10   | POR 12  | CHI 7   | TOR 7   | CLE 5   | VAN 7   | MDO 7   | ROA 2  | MTL 11 | DEN 12   | ROC 18   | MIA 4   | SRF 6  | FON 8   | MXC 10  |       |       | 8.       | 111  |
| 2003 | Rocketsports   | STP 19  | MTY 3   | LBH 10   | BRH 8   | LAU 18  | MIL 5   | LS 14   | POR 3   | CLE 8   | TOR 17  | VAN 14  | ROA 3  | MDO 6  | MTL 4*   | DEN 9    | MIA 13  | MXC 16 | SRF 7   | FON NH  |       |       | 10.      | 97   |
| 2004 | Rocketsports   | LBH 8   | MTY 5   | MIL 13   | POR 7   | CLE 3   | TOR 7   | VAN 7   | ROA 1*  | DEN 10  | MTL 7   | LS 6    | LVG 16 | SRF 19 | MXC 11   |          |         |        |         |         |       |       | 7.       | 218^ |
| 2005 | Team Australia | LBH 15  | MTY 3   | MIL 10   | POR 18  | CLE 4   | TOR 3   | EDM 7   | SJO 9   | DEN 14  | MTL 5   | LVG 7   | SRF 4  | MXC 8  |          |          |         |        |         |         |       |       | 7.       | 207  |
| 2006 | Team Australia | LBH 3   | HOU Ret | MTY 5    | MIL DNS | POR 11  | CLE 4   | TOR 6   | EDM Ret | SJO Ret | DEN Ret | MTL 7   | ROA 11 | SRF 3  | MXC 5    |          |         |        |         |         |       |       | 8.       | 205  |
| 2007 | RSPORTS        | LVG 4   | LBH 5   | HOU 9    | POR 5   | CLE 6   | MTT 8   | TOR 8   | EDM Ret | SJO Ret | ROA 5   | ZOL 9   | ASN 15 | SRF 7  | MXC 13   |          |         |        |         |         |       |       | 10.      | 205  |

^ A Champ Car 2004-től új pontrendszert használt.

#### IndyCar Series
| Év   | Csapat                  | 1      | 2      | 3        | 4       | 5       | 6       | 7       | 8      | 9      | 10     | 11     | 12     | 13     | 14     | 15     | 16     | 17     | 18     | 19     | Helyezés | Pont |
| ---- | ----------------------- | ------ | ------ | -------- | ------- | ------- | ------- | ------- | ------ | ------ | ------ | ------ | ------ | ------ | ------ | ------ | ------ | ------ | ------ | ------ | -------- | ---- |
| 2008 | Walker Racing           | HMS    | STP    | MOT1 DNP | LBH1 7  | KAN     | INDY    | MIL     | TXS    | IOW    | RIR    | WGL    | NSH    | MDO    | EDM    | KTY    | SNM    |        |        |        | 32.      | 56   |
| 2008 | Conquest Racing         |        |        |          |         |         |         |         |        |        |        |        |        |        |        |        |        | DET 22 | CHI 12 | SRF² 4 | 32.      | 56   |
| 2009 | Conquest Racing         | STP 10 | LBH 10 | KAN      | INDY 11 | MIL     | TXS 14  | IOW     | RIR    | WGL    | TOR 9  | EDM 13 | KTY    | MDO    | SNM    | CHI    | MOT    | HMS    |        |        | 22.      | 114  |
| 2010 | FAZZT Race Team         | SAO 19 | STP 6  | ALA 10   | LBH 21  | KAN 8   | INDY 10 | TXS 18  | IOW 12 | WGL 17 | TOR 17 | EDM 23 | MDO 4* | SNM 14 | CHI 25 | KTY 15 | MOT 13 | HMS 14 |        |        | 13.      | 302  |
| 2011 | Sam Schmidt Motorsports | STP 6  | ALA 15 | LBH 5    | SAO 19  | INDY 28 | TXS1 4  | TXS2 14 | MIL 18 | IOW 16 | TOR 23 | EDM 17 | MDO 6  | NHM 19 | SNM 20 | BAL 7  | MOT 4  | KTY    | LVS C  |        | 15.      | 296  |

1 A Long Beach-i és a Japán versenyt ugyanazon a napon rendezték a Champ Car és az IRL pilótáknak és mindkét verseny bele számít a bajnokságba.
² A verseny nem számít bele a bajnokságba

#### Indianapolis 500
| Év   | Karosszéria | Motor | Rajthely | Eredmény | Csapat                  |
| ---- | ----------- | ----- | -------- | -------- | ----------------------- |
| 2009 | Dallara     | Honda | 33       | 11       | Conquest Racing         |
| 2010 | Dallara     | Honda | 5        | 10       | FAZZT Race Team         |
| 2011 | Dallara     | Honda | 1        | 28       | Sam Schmidt Motorsports |

### NASCAR

#### NASCAR Nationwide Series
| Év   | Csapat                | Gyártó | 1   | 2   | 3   | 4   | 5   | 6   | 7   | 8   | 9   | 10  | 11  | 12  | 13  | 14  | 15  | 16  | 17  | 18  | 19  | 20  | 21  | 22  | 23  | 24    | 25     | 26  | 27  | 28  | 29  | 30  | 31  | 32  | 33  | 34     | 35  | NNWC | Pont |
| ---- | --------------------- | ------ | --- | --- | --- | --- | --- | --- | --- | --- | --- | --- | --- | --- | --- | --- | --- | --- | --- | --- | --- | --- | --- | --- | --- | ----- | ------ | --- | --- | --- | --- | --- | --- | --- | --- | ------ | --- | ---- | ---- |
| 2009 | MacDonald Motorsports | Dodge  | DAY | CAL | LVS | BRI | TXS | NSH | PHO | TAL | RIC | DAR | CHA | DOV | NS2 | KTY | MIL | NHA | DY2 | CHI | GAT | ORP | IOW | GLN | MIC | BR2   | MON 26 | ATL | RI2 | DV2 | KAN | FO2 | CA2 | MEM | TX2 | PH2 38 | HOM | 116. | 134  |
| 2011 | Team Penske           | Dodge  | DAY | PHO | LVS | BRI | CAL | TXS | TAL | NSH | RIC | DAR | DOV | IOW | CHA | CHI | MIC | ROA | DY2 | KTY | NHA | NS2 | LOR | IO2 | GLN | MON 2 | BR2    | ATL | RI2 | CH2 | DV2 | KAN | CA2 | TX2 | PH2 | HOM    |     | 61.* | 43*  |

* 2011-es szezon folyamatban.

#### NASCAR Canadian Tire Series
| Év   | Csapat         | Gyártó    | 1       | 2      | 3      | 4      | 5      | 6      | 7      | 8       | 9      | 10      | 11   | 12  | 13  | NCTS | Pont |
| ---- | -------------- | --------- | ------- | ------ | ------ | ------ | ------ | ------ | ------ | ------- | ------ | ------- | ---- | --- | --- | ---- | ---- |
| 2007 | Jacombs Racing | Dodge     | HAM1    | BOW1   | BAR1   | VER    | EDM    | MTL 25 | BOW2   | TR 23   | HAM2   | BAR2    | ANT  | FRA |     | 35.  | 128  |
| 2008 | Jacombs Racing | Dodge     | HAM1 21 | BOW1 5 | BAR1 7 | STE 24 | VER 17 | EDM 1  | MTL 29 | BOW2 18 | TR 18  | HAM2    | BAR2 | ANT | FRA | 19.  | 1091 |
| 2009 | Jacombs Racing | Chevrolet | STE1    | DEL    | BOW1   | STE2   | VER    | EDM    | SAS    | BOW2    | TR DNF | MTL DNF | BAR  | ANT | FRA | 40.  | 184  |
| 2011 | Jacombs Racing | Dodge     | BOW1    | MIR 8* | DEL    | BOW2   | TOR    | VER    | SAS    | TR      | MTL 5  | BAR     | ANT  | FRA |     | 37.  | 307  |